# San Salvador Este
San Salvador Este es uno de los 44 municipios en los que se encuentra dividido El Salvador y pertenece al Departamento de San Salvador. Es el segundo municipio más poblado de El Salvador, después de San Salvador Centro, la capital del país. Limita al norte y este con el municipio de Cuscatlán Norte (Suchitoto), al sur con el municipio de San Salvador Sur (Panchimalco) y el lago de Ilopango, al oeste con el municipio de San Salvador Centro (San Salvador) y San Salvador Oeste (Apopa). Fue creado el 13 de junio de 2023 y está conformado por los distritos (antes municipios) de Tonacatepeque, Soyapango, Ilopango y San Martín.
El municipio está conformado por cuatro ciudades (Tonacatepeque, Soyapango, Ilopango y San Martín), de las cuales la más poblada es la ciudad de Soyapango, de acuerdo al censo de 2024. Dicha ciudad se encuentra a 7 km de la ciudad de San Salvador. Por su parte, Ilopango se encuentra a una distancia de 12 km, en tanto que San Martin y Tonacatepeque, se ubican a 21 y 18 km respectivamente.

## Historia
El municipio de San Salvador Este, compuesto por los distritos de Soyapango, Ilopango, San Martín y Tonacatepeque, es una de las zonas más dinámicas y pobladas de El Salvador. Su historia está marcada por su desarrollo industrial, comercial y urbano, así como por eventos históricos significativos desde la época prehispánica hasta la actualidad.

### Soyapango: De pueblo indígena a metrópolis industrial
Soyapango tiene una historia que se remonta a la época prehispánica, cuando era un asentamiento indígena pipil. Su nombre proviene del náhuatl "Zuyatapan Ko", que se traduce como “valle de palmeras”. Durante la época colonial, la región se consolidó como un punto estratégico en el Camino Real que conectaba San Salvador con el oriente del país.
En el siglo XX, Soyapango pasó de ser un pequeño poblado agrícola a convertirse en una de las zonas industriales más importantes de El Salvador. La llegada de fábricas y maquilas atrajo a miles de trabajadores, lo que llevó a un rápido crecimiento demográfico y urbanización. La expansión de residenciales y colonias populares en los años 60 y 70 hizo que Soyapango se transformara en una de las ciudades más pobladas del país.
Durante la guerra civil salvadoreña (1980-1992), Soyapango fue un foco de conflictos debido a la presencia de movimientos insurgentes y la represión militar. Tras la firma de los Acuerdos de Paz, la ciudad experimentó un crecimiento comercial acelerado, convirtiéndose en un centro de comercio y transporte en el área metropolitana de San Salvador. Actualmente, Soyapango es un epicentro industrial y comercial, con grandes centros comerciales, fábricas y una densa población trabajadora.

### Ilopango: Centro militar, industrial y turístico
Ilopango tiene una historia que también se remonta a la época precolombina, con presencia de asentamientos pipiles en las cercanías del actual Lago de Ilopango. Este lago, el más grande de El Salvador, se formó hace más de 1,500 años tras una de las erupciones volcánicas más catastróficas en la historia mesoamericana, afectando a poblaciones mayas en toda la región.
Durante la época colonial, Ilopango era un punto de tránsito entre San Salvador y San Vicente. En el siglo XX, con la modernización del país, la zona se consolidó como un centro militar e industrial. En la década de 1960, se estableció la Base Aérea de Ilopango, una de las instalaciones militares más importantes de El Salvador. Esta base jugó un papel clave durante la guerra civil, siendo utilizada para operaciones aéreas de las fuerzas gubernamentales.
Ilopango también es conocido por su zona industrial, que incluye fábricas y maquilas que han sido motor del desarrollo económico local. A nivel turístico, el Lago de Ilopango es uno de los principales atractivos naturales del municipio, atrayendo a visitantes para actividades acuáticas y ecoturismo.
En las últimas décadas, Ilopango ha experimentado una expansión urbana significativa, con la construcción de nuevos desarrollos habitacionales y comerciales. Sin embargo, al igual que otros distritos de San Salvador Este, también ha enfrentado desafíos en términos de seguridad y crecimiento ordenado.

### San Martín: Un pueblo con historia agrícola y conexión con el oriente
El distrito de San Martín ha sido históricamente un punto de conexión entre San Salvador y el oriente del país. Su origen se remonta a tiempos coloniales, cuando la zona era un pequeño asentamiento agrícola. Su nombre se debe a san Martín de Porres, santo venerado en la comunidad desde tiempos antiguos.
Durante el siglo XX, San Martín creció como una zona agrícola y semiurbana, con una población que dependía principalmente del cultivo de maíz, frijol y hortalizas. Su cercanía con la Carretera Panamericana permitió un desarrollo comercial moderado, sirviendo como un punto de paso para transportistas y comerciantes.
En las últimas décadas, San Martín ha experimentado un crecimiento urbano acelerado, con la expansión de nuevas residenciales y colonias. Sin embargo, aún conserva parte de su carácter rural en algunas áreas, con comunidades que siguen dependiendo de la agricultura.

### Tonacatepeque: Una ciudad colonial con raíces indígenas
El distrito de Tonacatepeque es uno de los más antiguos de San Salvador Este, con una historia que se remonta a la época prehispánica. Su nombre en náhuatl significa "Cerro del Señor de la Agricultura", lo que refleja su pasado como un centro agrícola de los pipiles.
Durante la colonia, Tonacatepeque fue un importante centro de producción agrícola y ganadera, abasteciendo a la ciudad de San Salvador con productos básicos. A diferencia de Soyapango e Ilopango, que se industrializaron rápidamente, Tonacatepeque mantuvo su estructura tradicional hasta bien entrado el siglo XX.
A pesar de su crecimiento urbano en las últimas décadas, Tonacatepeque sigue conservando su arquitectura colonial en el centro histórico, con calles empedradas y casas de adobe. Sus fiestas patronales y tradiciones culturales, como la celebración del Día de la Calabiuza (1 de noviembre), han mantenido viva la identidad del distrito.

## División administrativa
El municipio está políticamente dividido en 4 distritos, 28 cantones y 255 asentamientos humanos, de acuerdo al detalle siguiente:
| N.º     | Distritos     | Area Km2 | Poblacion | Cantones | Caserios |
| 1       | Ilopango      | 34.63    | 103,862   | 4        | 120      |
| 2       | San Martín    | 55.80    | 72,758    | 8        | 37       |
| 3       | Soyapango     | 29.72    | 283,223   | 8        | 51       |
| 4       | Tonacatepeque | 67.55    | 90,896    | 8        | 47       |
| Totales | Totales       | 187.74   | 550,739   | 28       | 255      |

#### Toponimia
Ilopango: El topónimo náhuat El nombre Ilopango proviene del concepto Xilopango o Xilote que en lengua Náhuat significa “Valle de los Elotes” o “Diosa del Maíz”. 
La palabra Soyapango se deriva del idioma Náhuat usado por los pueblos pipiles que estaban asentados en la región, Soyat o Zuyat, que significa Palma Tropical y Pango que significa Valle o Llano, traduciéndose como Llano de las Palmeras.
Tonacatepeque es un vocablo de origen pipil y su significado e interpretación varía de un historiador a otro. Esta palabra se puede descomponer así: Tunal. Sol Acat: Caña Petel: Cerro. Cerros de la Caña de Sol, o si se quiere profundizar, se podría traducir como Cerro del Maíz o también. En el Cerro de los Vestigios.